# The Promised Neverland
The Promised Neverland (jap. 約束のネバーランド Yakusoku no Nebārando) – shōnen-manga napisana przez Kaiu Shiraia i zilustrowana przez Posukę Demizu, publikowana na łamach magazynu „Shūkan Shōnen Jump” wydawnictwa Shūeisha od 1 sierpnia 2016 do 15 czerwca 2020.
W oparciu o mangę powstał telewizyjny serial anime składający się z dwóch sezonów, cztery light novel oraz spin-off Shūheia Miyazakiego. Ponadto powstał film aktorski, a w produkcji jest również anglojęzyczny serial telewizyjny produkcji Amazon Studios.

## Fabuła
11-letnia Emma mieszka w sierocińcu Grace Field House, wraz z 37 innymi sierotami. Ponadto zawsze i pewnie zdaje egzaminy wraz ze swoimi dwoma najlepszymi przyjaciółmi, Rayem i Normanem. Pewnej nocy sierota o imieniu Conny zostaje adoptowana, a Emma i Norman postanawiają podążać za nią, ponieważ zauważają, że zostawiła swoją ulubioną zabawkę. Przy bramie poznają prawdę o rzeczywistości, w której przyszło im żyć. Przyjaciele, będąc zdeterminowani, postanawiają uciec z sierocińca.

## Bohaterowie
- Emma (jap. エマ Ema)

Seiyū: Sumire Morohoshi 
- Norman (jap. ノーマン Nōman)

Seiyū: Maaya Uchida 
- Ray (jap. レイ Rei)

Seiyū: Mariya Ise 
- Matka Isabella (jap. マム・イザベラ Mamu Izabera) / Mama (jap. ママ)

Seiyū: Yūko Kaida 
- Siostra Krone (jap. シスター・クローネ Shisutā Kurōne) / Siostra (jap. シスター Shisutā)

Seiyū: Nao Fujita 
- Don (jap. ドン)

Seiyū: Shinei Ueki 
- Gilda (jap. ギルダ Giruda)

Seiyū: Lynn 
- Phil (jap. フィル Firu)

Seiyū: Hiyori Kono 
- Thoma (jap. トーマ Tōma)

Seiyū: Mari Hino 
- Nat (jap. ナット Natto)

Seiyū: Shizuka Ishigami 
- Anna (jap. アンナ)

Seiyū: Ai Kayano 
- Lannion (jap. ラニオン Ranion)

Seiyū: Yūko Mori 
- Conny (jap. コニー Konī)

Seiyū: Ari Ozawa 

## Manga
Pierwszy rozdział mangi został opublikowany w numerze 35/2016 magazynu „Shūkan Shōnen Jump” (wydanym 1 sierpnia 2016), natomiast ostatni – 15 czerwca 2020 (w numerze 28/2020). Razem opublikowano 181 rozdziałów, które później zostały skompilowane do 20 tankōbonów, które wydawane były od 2 grudnia 2016 do 2 października 2020.
Polskie wydanie mangi zostało zapowiedziane 15 października 2017, wtedy wydawnictwo Waneko poinformowału o nabyciu praw do dystrybucji mangi w Polsce. Pierwszy tom został wydany 5 stycznia 2018, natomiast ostatni – 5 marca 2021.
Ponadto powstał także komediowy spin-off autorstwa Shūheia Miyazakiego pod tytułem Oyakusoku no Neverland (jap. お約束のネバーランド Oyakusoku no Nebārando), składający się z 12 rozdziałów, które kolejne z nich publikowane były w serwisie „Shōnen Jump+” od 11 stycznia do 28 marca 2019. Następnie zostały skompilowane w pojedynczym tomie i wydane 4 czerwca tego samego roku.

## Light novel
Na podstawie mangi powstały również 4 light novel autorstwa Nanao. Pierwsza z nich, Yakusoku no Neverland ~Norman kara no tegami~ (jap. 約束のネバーランド～ノーマンからの手紙～ Yakusoku no Nebārando ~Nōman kara no tegami~) została wydana 4 czerwca 2018. Wydanie polskie zapowiedziane zostało 19 listopada 2020, a następnie wydane 3 grudnia nakładem wydawnictwa Waneko pod tytułem The Promised Neverland – List Normana.
Druga light novel, zatytułowana Yakusoku no Neverland ~Mama-tachi no tsuisōkyoku~ (jap. 約束のネバーランド～ママたちの追想曲～ Yakusoku no Nebārando ~Mama-tachi no tsuisōkyoku~), została wydana 4 stycznia 2019. Polskie wydanie zostało zapowiedziane 11 lutego 2021, natomiast jego premiera miała miejsce 30 kwietnia i ukazało się nakładem wydawnictwa Waneko pod tytułem The Promised Neverland – Wspomnienia Mamy i Siostry.
Doniesienia na temat trzeciej light novel pojawiły się 21 grudnia 2019 podczas trwającego Jump Festa '20. Została potem ona zatytułowana Yakusoku no Neverland ~Sen'yū-tachi no Record~ (jap. 約束のネバーランド～戦友たちのレコード～ Yakusoku no Nebārando ~Sen'yū-tachi no rekōdo~) i wydana 2 października 2020, wraz z premierą ostatniego, 20. tomu mangi. Polskie wydanie zostało zapowiedziane 12 stycznia 2023, natomiast premiera planowana jest na 1 marca tego samego roku pod tytułem The Promised Neverland – Kroniki towarzyszy.
19 października 2020 zapowiedziano wydanie czwartej powieści pod tytułem Yakusoku no Neverland ~Omoide no Film-tachi~ (jap. 約束のネバーランド～想い出のフィルムたち～ Yakusoku no Nebārando ~Omoide no firumu-tachi~), natomiast jej premiera miała miejsce 4 grudnia. Polskie wydanie zostało zapowiedziane 12 stycznia 2023, natomiast premiera planowana jest na 26 czerwca tego samego roku pod tytułem The Promised Neverland – Klisze wspomnień.

## Anime
W numerze 28/2018 magazynu „Shūkan Shōnen Jump” (wydanym 27 maja 2018) ogłoszono, że powstanie adaptacja w formie telewizyjnego serialu anime. Za produkcję wykonawczą odpowiadało studio CloverWorks, za reżyserię – Mamoru Kanbe, scenariusz – Toshiya Ōno, projekt postaci – Kazuaki Shimada, natomiast za muzykę – Takahiro Obata. Premierowy odcinek został wyemitowany 10 stycznia 2019, zaś ostatni – 28 marca. Kolejne z nich emitowane były na antenie Fuji TV w paśmie Noitamina w każdy czwartek o 24.55 (czasu japońskiego JST).
28 marca 2019, po emisji dwunastego odcinka anime zapowiedziano produkcję drugiego sezonu, którego premiera zaplanowana została na październik 2020, jednak 23 kwietnia 2020 produkcja podała do wiadomości, że premiera została przesunięta na styczeń 2021, w związku z pandemią COVID-19. 5 listopada na konferencji prasowej stacji Fuji TV ogłoszono, że drugi sezon zadebiutuje dokładnie 7 stycznia 2021 w paśmie Noitamina, zaś kolejne odcinki będą emitowane w każdy czwartek o 25.25 (czasu japońskiego JST). 24 grudnia 2020 podano do wiadomości, że z przyczyn organizacyjnych premiera 1. odcinka drugiego sezonu została przesunięta z 25.25 na 26.10. 7 stycznia 2021, wraz z premierą pierwszego odcinka sezonu, na oficjalnej stronie ogłoszono, iż drugi sezon składać się będzie łącznie z 11 odcinków, które zostaną skompilowane do trzech wydań na Blu-ray i DVD, które wydane zostaną kolejno 7 kwietnia, 9 czerwca i 4 sierpnia. Ostatni odcinek sezonu został wyemitowany 25 marca o 26.05, 40 minut później niż zwykle, z powodu transmisji mistrzostw świata w łyżwiarstwie figurowym w Sztokholmie.

### Spis serii
| Seria | Seria | Odcinki    | Premiera serii   | Finał serii   |
| ----- | ----- | ---------- | ---------------- | ------------- |
|       | 1.    | 1–12 (12)  | 10 stycznia 2019 | 28 marca 2019 |
|       | 2.    | 13–23 (11) | 7 stycznia 2021  | 25 marca 2021 |

### Spis odcinków
Tytuły odcinków odnoszą się do dnia, w którym rozgrywa się akcja danego odcinka zapisanego w formacie DDMMYY, przy czym pierwszy odcinek rozpoczyna się dnia 12 października 2045 roku. Taki zapis stosowano w przypadku odcinków pierwszego sezonu, natomiast w drugim zdecydowano stosować nazewnictwo „EPISODE.1”, „EPISODE.2” itd.

#### Seria pierwsza (2019)
| Lp. | Tytuł odcinka | Premiera         |
| --- | ------------- | ---------------- |
| 1   | 121045        | 10 stycznia 2019 |
| 2   | 131045        | 17 stycznia 2019 |
| 3   | 181045        | 24 stycznia 2019 |
| 4   | 291045        | 31 stycznia 2019 |
| 5   | 301045        | 7 lutego 2019    |
| 6   | 311045        | 14 lutego 2019   |
| 7   | 011145        | 21 lutego 2019   |
| 8   | 021145        | 28 lutego 2019   |
| 9   | 031145        | 7 marca 2019     |
| 10  | 130146        | 14 marca 2019    |
| 11  | 140146        | 21 marca 2019    |
| 12  | 150146        | 28 marca 2019    |

#### Seria druga (2021)
| Lp. | Lp. | Tytuł odcinka       | Premiera         |
| --- | --- | ------------------- | ---------------- |
| 1   | 13  | EPISODE.1           | 7 stycznia 2021  |
| 2   | 14  | EPISODE.2           | 14 stycznia 2021 |
| 3   | 15  | EPISODE.3           | 21 stycznia 2021 |
| 4   | 16  | EPISODE.4           | 28 stycznia 2021 |
| 5   | 17  | EPISODE.5           | 4 lutego 2021    |
| SP  | SP  | Michishirube (道標) | 11 lutego 2021   |
| 6   | 18  | EPISODE.6           | 18 lutego 2021   |
| 7   | 19  | EPISODE.7           | 25 lutego 2021   |
| 8   | 20  | EPISODE.8           | 4 marca 2021     |
| 9   | 21  | EPISODE.9           | 11 marca 2021    |
| 10  | 22  | EPISODE.10          | 18 marca 2021    |
| 11  | 23  | EPISODE.11          | 25 marca 2021    |

### Muzyka
| Seria          | Odcinki  | Tytuł                                        | Wykonawca    | Źródło   |
| Czołówka       | Czołówka | Czołówka                                     | Czołówka     | Czołówka |
| -------------- | -------- | -------------------------------------------- | ------------ | -------- |
| 1.             | 1.       | „Touch off”                                  | UVERworld    | [ 35 ]   |
| 2.             | 2.       | „Identity” (jap. アイデンティティ Aidentiti) | Kiro Akiyama | [ 36 ]   |
| Napisy końcowe |          |                                              |              |          |
| 1.             | 1–8      | „Zettai zetsumei” (jap. 絶対絶命)            | Cö shu Nie   | [ 37 ]   |
| 1.             | 9–11     | „Lamp”                                       | Cö shu Nie   | [ 38 ]   |
| 2.             | 2.       | „Mahō” (jap. 魔法)                           | Myuk         | [ 39 ]   |

## Film live action
26 września 2019 ogłoszono, że seria doczeka się filmu live action w reżyserii Yūichirō Hirakawy, którego premiera odbędzie się 18 grudnia 2020. Ponadto podano do wiadomości, że główne role zagrają: Minami Hamabe, Jyo Kairi oraz Rihito Itagaki.

## Serial telewizyjny
10 czerwca 2020 za pośrednictwem Variety and Deadline, Amazon Studios podało do wiadomości, że powstanie anglojęzyczny serial telewizyjny. Za reżyserię odpowiadać będzie Rodney Rothman, za scenariusz – Meghan Malloy, natomiast producentem wykonawczym, wspólnie z reżyserem został Masi Oka. Za produkcję serialu odpowiadać będzie Amazon Studios oraz Fox 21 Television Studios.

## Odbiór
Według reklamy wywieszonej przez wydawnictwo Shūeisha na stacji Shinjuku w maju 2017, pierwsze trzy tomy zostały sprzedane w nakładzie 700 000 egzemplarzy. Do października 2017 wydrukowano w Japonii 2,1 miliona egzemplarzy mangi, natomiast do stycznia 2019 wydrukowano 8,8 miliona egzemplarzy na całym świecie. Na początku czerwca 2020 wszystkie tomy osiągnęły sprzedaż na poziomie 21 milionów egzemplarzy.
W 2019 roku manga w Japonii osiągnęła sprzedaż na poziomie 7 454 745 egzemplarzy, zajmując przy tym czwarte miejsce na liście najchętniej kupowanych mang w kraju.

## Nagrody i wyróżnienia
| Rok  | Ceremonia                           | Kategoria                                        | Nominowany              | Rezultat    | Źródło        |
| ---- | ----------------------------------- | ------------------------------------------------ | ----------------------- | ----------- | ------------- |
| 2016 | Mandō Kobayashi                     | Nagroda za nową serializację                     | The Promised Neverland  | Wygrana     | [ 49 ]        |
| 2017 | Mandō Kobayashi                     | Manga Grand Prix                                 | The Promised Neverland  | Wygrana     | [ 50 ]        |
| 2017 | Next Manga Award                    | manga                                            | The Promised Neverland  | 2. miejsce  | [ 51 ]        |
| 2017 | Tsutaya Comic Awards                | Next Break Division                              | The Promised Neverland  | Wygrana     | [ 52 ]        |
| 2017 | Manga Shinbun Taishō                | Grand Prix                                       | The Promised Neverland  | Wygrana     | [ 53 ]        |
| 2017 | Manga Taishō                        | manga                                            | The Promised Neverland  | Nominacja   | [ 54 ]        |
| 2018 | Manga Taishō                        | manga                                            | The Promised Neverland  | Nominacja   | [ 55 ]        |
| 2018 | Nagroda Shōgakukan Manga            | shōnen-manga                                     | The Promised Neverland  | Wygrana     | [ 56 ]        |
| 2018 | Kono manga ga sugoi!                | manga                                            | The Promised Neverland  | Wygrana     | [ 57 ]        |
| 2018 | Shonen Tournament                   | manga                                            | The Promised Neverland  | Wygrana     | [ 58 ]        |
| 2018 | Our Favorite Manga                  | Najlepsza trwająca seria mang                    | The Promised Neverland  | Wygrana     | [ 59 ]        |
| 2018 | Google Play Awards                  | Nagroda za doskonałość głosowania użytkowników   | The Promised Neverland  | Wygrana     | [ 60 ]        |
| 2019 | Book of the Year                    | manga                                            | The Promised Neverland  | 26. miejsce | [ 61 ]        |
| 2019 | French Babelio Readers' Awards      | Najlepsza manga                                  | The Promised Neverland  | Wygrana     | [ 62 ]        |
| 2019 | Babelio                             | manga                                            | The Promised Neverland  | Wygrana     | [ 63 ]        |
| 2019 | Mangawa Awards                      | Najlepsza shōnen-manga                           | The Promised Neverland  | Wygrana     | [ 64 ]        |
| 2019 | Newtype Anime Awards                | serial anime (nagroda Nogizaka46)                | The Promised Neverland  | Wygrana     | [ 65 ]        |
| 2019 | Nagroda Kulturalna im. Osamu Tezuki | Nagroda kulturalna                               | The Promised Neverland  | Nominacja   | [ 66 ]        |
| 2020 | Crunchyroll Anime Awards            | najlepszy serial anime                           | The Promised Neverland  | Nominacja   | [ 67 ] [ 68 ] |
| 2020 | Crunchyroll Anime Awards            | najlepsza dziewczyna                             | Emma                    | Nominacja   | [ 67 ] [ 68 ] |
| 2020 | Crunchyroll Anime Awards            | najlepszy protagonista                           | Emma                    | Nominacja   | [ 67 ] [ 68 ] |
| 2020 | Crunchyroll Anime Awards            | najlepszy antagonista                            | Isabella                | Wygrana     | [ 67 ] [ 68 ] |
| 2020 | Crunchyroll Anime Awards            | najlepszy dramat                                 | The Promised Neverland  | Nominacja   | [ 67 ] [ 68 ] |
| 2020 | Crunchyroll Anime Awards            | najlepsza fantazja                               | The Promised Neverland  | Wygrana     | [ 67 ] [ 68 ] |
| 2020 | Crunchyroll Anime Awards            | najlepszy opening                                | utwór „Touch off”       | Nominacja   | [ 67 ] [ 68 ] |
| 2020 | Crunchyroll Anime Awards            | najlepszy występ aktora głosowego                | Yūko Kaida (Isabella)   | Nominacja   | [ 67 ] [ 68 ] |
| 2020 | Anime Trending Awards               | najlepszy serial anime roku                      | The Promised Neverland  | Nominacja   | [ 69 ]        |
| 2020 | Anime Trending Awards               | człowiek roku                                    | Ray                     | Nominacja   | [ 69 ]        |
| 2020 | Anime Trending Awards               | człowiek roku                                    | Norman                  | Nominacja   | [ 69 ]        |
| 2020 | Anime Trending Awards               | dziewczyna roku                                  | Emma                    | Nominacja   | [ 69 ]        |
| 2020 | Anime Trending Awards               | człowiek drugoplanowy roku                       | Phil                    | Nominacja   | [ 69 ]        |
| 2020 | Anime Trending Awards               | człowiek drugoplanowy roku                       | Don                     | Nominacja   | [ 69 ]        |
| 2020 | Anime Trending Awards               | utwór w openingu roku                            | utwór „Touch off”       | Nominacja   | [ 69 ]        |
| 2020 | Anime Trending Awards               | utwór w endingu roku                             | utwór „Zettai zetsumei” | Nominacja   | [ 69 ]        |
| 2020 | Anime Trending Awards               | adaptacja                                        | The Promised Neverland  | Nominacja   | [ 69 ]        |
| 2020 | Anime Trending Awards               | zespół                                           | The Promised Neverland  | Nominacja   | [ 69 ]        |
| 2020 | Anime Trending Awards               | ścieżka dźwiękowa                                | The Promised Neverland  | Wygrana     | [ 69 ]        |
| 2020 | Anime Trending Awards               | dramatyczny serial anime roku                    | The Promised Neverland  | Wygrana     | [ 69 ]        |
| 2020 | Anime Trending Awards               | tajemniczny lub psychologiczny serial anime roku | The Promised Neverland  | Nominacja   | [ 69 ]        |
| 2020 | Anime Trending Awards               | najlepsza aktorka głosowa w wykonaniu kobiety    | Mariya Ise (Ray)        | Nominacja   | [ 69 ]        |
| 2020 | Anime Trending Awards               | najlepsza aktorka głosowa w wykonaniu kobiety    | Maaya Uchida (Norman)   | Nominacja   | [ 69 ]        |
| 2020 | Anime Trending Awards               | Wspólny znak wieloznaczny                        | Ray                     | Wygrana     | [ 69 ]        |
| 2020 | Anime Trending Awards               | Wspólny znak wieloznaczny                        | Phil                    | Nominacja   | [ 69 ]        |
| 2020 | Anime Trending Awards               | Wspólny znak wieloznaczny                        | Don                     | Nominacja   | [ 69 ]        |
| 2020 | Book of the Year                    | manga                                            | The Promised Neverland  | 35. miejsce | [ 70 ]        |
| 2021 | Manga Sōsenkyo                      | manga                                            | The Promised Neverland  | 46. miejsce | [ 71 ]        |
| 2021 | Book of the Year                    | manga                                            | The Promised Neverland  | 18. miejsce | [ 72 ]        |
| 2021 | Nagroda Kulturalna im. Osamu Tezuki | Nagroda kulturalna                               | The Promised Neverland  | Nominacja   | [ 73 ]        |
| 2021 | Seiun Awards                        | Najlepszy komiks                                 | The Promised Neverland  | Nominacja   | [ 74 ]        |